# Anii 450
Secole: Secolul al IV-lea - Secolul al V-lea - Secolul al VI-lea
Decenii: Anii 400 Anii 410 Anii 420 Anii 430 Anii 440 - Anii 450 - Anii 460 Anii 470 Anii 480 Anii 490 Anii 500
Ani: 450 | 451 | 452 | 453 | 454 | 455 | 456 | 457 | 458 | 459